# Odprto prvenstvo Anglije 2022
Odprto prvenstvo Anglije 2022 je teniški turnir za Grand Slam, ki je med 27. junijem in 10. julijem 2022 potekal v Londonu.

## Moški posamično
- Novak Đoković :  Nick Kyrgios, 4–6, 6–3, 6–4, 7–6(7–3)

## Ženske posamično
- Jelena Ribakina :  Ons Jabeur, 3–6, 6–2, 6–2

## Moške dvojice
- Matthew Ebden /  Max Purcell :  Nikola Mektić /  Mate Pavić, 7–6(7–5), 6–7(3–7), 4–6, 6–4, 7–6(10–2)

## Ženske dvojice
- Barbora Krejčíková /  Kateřina Siniaková :  Elise Mertens /  Žang Šuai, 6–2, 6–4

## Mešane dvojice
- Neal Skupski /  Desirae Krawczyk :  Matthew Ebden /  Samantha Stosur, 6–4, 6–3